# 물권법정주의
물권법정주의(物權法定主義)란 법률에 규정이 있는 물권만이 허용된다고 하는 원칙이다. 민법 (민법 185조)는 물권은 법률(민법 기타의 법률) 또는 관습법에 의하는 외에는 임의로 창설하지 못한다고 규정함으로써 물권법정주의를 선언하고 있다. 그 결과 채권법에서와 같이 '계약자유의 원칙'이 인정되지 않는다.
근대법이 이 원칙을 채용하는 이유는 첫째 근대법의 이상에 따라 자유로운 개인 소유권을 확립하기 위하여 토지에 관한 복잡한 봉건적인 여러 권리를 정리해서 소유권을 중심으로 하는 간단한 물권관계를 만들려고 하는 데 있다. 또 하나의 이유는 '공시의 원칙'을 관철하려는 데 있다. 전자는 연혁적인 이유에 불과하며 현재에서는 후자가 훨씬 중요하다. 즉 물권은 배타적인 지배권이므로 거래의 안전과 신속을 위하여 이를 공시한다는 것이 필요하게 되는데, 점유 또는 등기라는 공시방법을 당사자가 임의로 창설하는 모든 물권의 공시방법으로 삼는 것은 불가능하거나 또는 기술상 매우 곤란하다 따라서 점유와 등기는 물권을 제한하여 당사자의 자유로운 선택만으로 가능하다

## 의미
한국의 민법 185조에 의하면 '물권은 법률 또는 관습법에 의하는 외에는 임의로 창설하지 못한다'라고 규정하고 있는데 이것은 법률 또는 관습법이 인정하지 않는 새로운 종류를 만들지 못한다는 것과 또한 법률이 인정하는 물권에 법률이 정하는 것과 다른 내용을 부여하지 못한다는 것을 의미한다. 민법 185조는 강행규정이므로 이에 위반하는 행위는 무효가 된다. 한편 민법이 관습법에 의한 물권의 성립을 인정한다 하더라도 그러한 물권도 특정의 공시방법을 갖추어야 한다는 점이다.
1. 법률은 헌법상 의미의 법률만을 가리키고 명령이나 규칙은 포함되지 않는다.
2. 관습법은 관행이나 관례가 일반적으로 인정된 법적 확신에 의하여 법규범으로 된 것을 말한다.
3. 창설이란 전혀 새로운 물권을 만드는 것과 기존의 물권에 법률이나 관습법이 인정하지 않는 내용을 부여하는 것 모두를 포함한다.

이와 같은 입법의 취지는 봉건적 물권을 폐지하고 그 부활을 저지함으로써 자유로운 소유를 확보하는 것과 공시를 용이하게 하는 두 가지 점에 있다.

## 관련판례

### 관습법상 물권의 인정가능성
- 온천에 관한 권리는 관습상의 물권이나 준물권이라 할 수 없고 온천수는 공용수 또는 생활상 필요한 용수에 해당되지 않는다.[2]
- 관할행정청으로부터 도시공원법상의 근린공원 내의 개인소유 토지상에 골프연습장을 설치할 수 있다는 인가처분을 받은 데 하자가 있다는 점만으로 바로 그 근린공원 인근 주민들에게 토지소유자에 대하여 골프연습장 건설의 금지를 구할 사법상의 권리가 생기는 것이라고 할 수 없다.[3]
- 미등기 무허가건물의 양수인이라 할지라도 그 소유권이전등기를 경료받지 않는 한 건물에 대한 소유권을 취득할 수 없고 그러한 건물의 취득자에게 소유권에 준하는 관습상의 물권이 있다고 볼 수 없다.[4]
- 민법 제185조는 물권법정주의를 선언하고 있고 물권법의 강행법규성은 이를 중핵으로 하고 있으므로 법률이 인정하지 않는 새로운 종류의 물권을 창설하는 것은 허용되지 아니한다.[5]

## 미국
- 대륙법의 입장을 취하고 있는 한국과는 달리영미 부동산법의 입장을 취하고 있는 미국에서는“물권법정주의”를 인정하지 않고 계약자유의 원칙이 최우선적으로 인정되기 때문에 부동산에 관한 권리가 당사자에 따라서 달라질 수 있다[6].

## 같이 보기
- 물권
- 대한민국 민법 제185조